# Hesdin-l'Abbé
Pour les articles homonymes, voir L'Abbé.
Hesdin-l'Abbé [edɛ̃ labe] est une commune française située dans le département du Pas-de-Calais en région Hauts-de-France. Ses habitants sont appelés les Hesdinois.
Le territoire de la commune est situé dans le parc naturel régional des Caps et Marais d'Opale.

## Géographie

### Localisation
Localisée dans l’ouest du département du Pas-de-Calais, dans le Boulonnais, Hesdin-l'Abbé est une commune de la vallée de la Liane située, à vol d'oiseau, à 7 km au sud-est de Boulogne-sur-Mer (chef-lieu d'arrondissement), la grande ville la plus proche. Hesdin-l'Abbé est une commune arrière-littorale située à 8 km des plages les plus proches (celles d'Écault et d'Hardelot).
Le territoire de la commune est limitrophe de ceux de quatre communes.
Les communes limitrophes sont Isques, Baincthun, Carly et Hesdigneul-lès-Boulogne.

### Géologie et relief
La superficie de la commune est de 7,39 km2 ; son altitude varie de 7  à   130 m.
Le relief de la commune varie de 7 mètres au sud-ouest (aval de la Liane) à 130 mètres au nord-est. Deux vallons parallèles sont creusés vers la Liane, celui du Rieux et celui du ruisseau de Brucquedal. La toponymie autour de ce ruisseau fait référence à la situation basse et humide : le marais, la basse ville. Entre les deux ruisseaux, l'altitude monte à 130 mètres, au niveau du mont de Thunes. Le mont Pourri, à l'est, est plus bas, à environ 100 mètres. Une dernière colline se situe au nord-ouest au niveau du hameau de Landacres (à environ 60 m d'altitude). Le centre-bourg se situe à environ 50 mètres d'altitude.

### Hydrographie
Le territoire de la commune est situé dans le bassin Artois-Picardie.
La commune est traversée par trois cours d'eau :
- le fleuve côtier la Liane, d'une longueur de 38 km, qui prend sa source dans la commune de Quesques et se jette dans la Manche au niveau de la commune de Boulogne-sur-Mer. Il passe au sud de la ville et constitue une frontière naturelle entre la commune et celle d'Hesdigneul-lès-Boulogne[5] ;
- le ruisseau d'Écames, d'une longueur de 5,98 km, qui prend sa source dans la commune de Condette et se jette dans la Liane au niveau de la commune[6] ;
- le fossé de brucquedal, d'une longueur de 3,73 km[7].

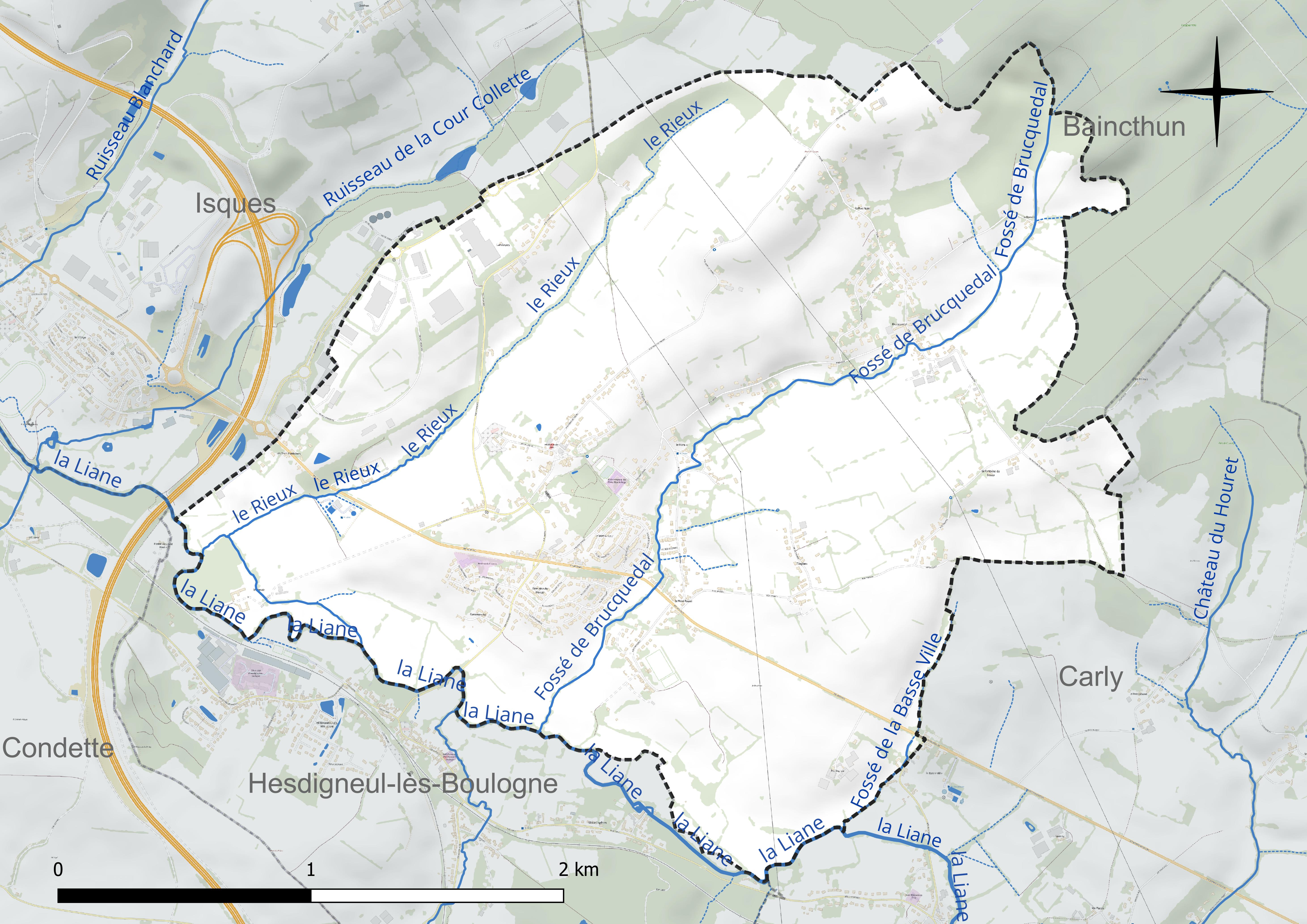
Réseau hydrographique d'Hesdin-l'Abbé.

### Climat
Pour des articles plus généraux, voir Climat des Hauts-de-France et Climat du Pas-de-Calais.
En 2010, le climat de la commune est de type climat océanique franc, selon une étude du CNRS s'appuyant sur une série de données couvrant la période 1971-2000. En 2020, Météo-France publie une typologie des climats de la France métropolitaine dans laquelle la commune est exposée à un climat océanique et est dans la région climatique Côtes de la Manche orientale, caractérisée par un faible ensoleillement (1 550 h/an) ; forte humidité de l’air (plus de 20 h/jour avec humidité relative > 80 % en hiver), vents forts fréquents.
Pour la période 1971-2000, la température annuelle moyenne est de 10,5 °C, avec une amplitude thermique annuelle de 13,1 °C. Le cumul annuel moyen de précipitations est de 861 mm, avec 12,7 jours de précipitations en janvier et 8,2 jours en juillet. Pour la période 1991-2020, la température moyenne annuelle observée sur la station météorologique la plus proche, située sur la commune de Boulogne-sur-Mer à 8 km à vol d'oiseau, est de 11,2 °C et le cumul annuel moyen de précipitations est de 824,5 mm,. Pour l'avenir, les paramètres climatiques de la commune estimés pour 2050 selon différents scénarios d'émission de gaz à effet de serre sont consultables sur un site dédié publié par Météo-France en novembre 2022.

### Paysages
Pour un article plus général, voir Paysage en France.
La commune s'inscrit dans le « paysage boulonnais » tel que défini dans l’atlas des paysages de la région Nord-Pas-de-Calais, conçu par la direction régionale de l'Environnement, de l'Aménagement et du Logement (DREAL),.
Ce paysage qui concerne 66 communes, se délimite : au Nord, par les paysages des coteaux calaisiens et du Pays de Licques, à l’Est, par le paysage du Haut pays d’Artois, et au Sud, par les paysages Montreuillois.
Le « paysage boulonnais », constitué d'une boutonnière bordée d’une cuesta définissant un pays d’enclosure, est essentiellement un paysage bocager composé de 47 % de son sol en herbe ou en forêt et de 31 % en herbage, avec, dans le sud et l’est, trois grandes forêts, celle de Boulogne, d’Hardelot et de Desvres et, au nord, le bassin de carrière avec l'extraction de la pierre de Marquise depuis le Moyen Âge et de la pierre marbrière dont l'extraction s'est développée au XIXe siècle.
La boutonnière est formée de trois ensembles écopaysagers : le plateau calcaire d’Artois qui forme le haut Boulonnais, la boutonnière qui forme la cuvette du bas Boulonnais et la cuesta formée d’escarpements calcaires.
Dans ce paysage, on distingue trois entités : 
- les vastes champs ouverts du Haut Boulonnais ;
- le bocage humide dans le Bas Boulonnais ;
- la couronne de la cuesta avec son dénivelé important et son caractère boisé[15].

### Milieux naturels et biodiversité

#### Espace protégé
La protection réglementaire est le mode d’intervention le plus fort pour préserver des espaces naturels remarquables et leur biodiversité associée.
Dans ce cadre, la commune fait partie d'un espace protégé : le parc naturel régional des Caps et Marais d'Opale, d’une superficie de 132 499 ha réparties sur 154 communes, géré par le syndicat mixte d'aménagement et de gestion du parc naturel régional des Caps et Marais d'Opale.

#### Zones naturelles d'intérêt écologique, faunistique et floristique
L’inventaire des zones naturelles d'intérêt écologique, faunistique et floristique (ZNIEFF) a pour objectif de réaliser une couverture des zones les plus intéressantes sur le plan écologique, essentiellement dans la perspective d’améliorer la connaissance du patrimoine naturel national et de fournir aux différents décideurs un outil d’aide à la prise en compte de l’environnement dans l’aménagement du territoire.
Le territoire communal comprend deux ZNIEFF de type 1 : 
- la forêt domaniale de Boulogne-sur-Mer et ses lisières. La forêt domaniale de Boulogne-sur-Mer s’étend entre la RN 42 et la RN 1, en arrière de l’agglomération de Boulogne-sur-Mer. Elle appartient au vaste complexe bocager et forestier de la Liane et du bas-Boulonnais[18] ;
- la vallée de la Liane près d'Hesdin-l'Abbé. Cette ZNIEFF présente un complexe de prairies alluviales et de la persistance de quelques prairies mésotrophes établies sur les versants au lieu-dit le Mont Pourri[19].

et une ZNIEFF de type 2 :
le complexe bocager du Bas-Boulonnais et de la Liane. Le complexe bocager du bas-Boulonnais et de la Liane s’étend entre Saint-Martin-Boulogne et Saint-Léonard à l’ouest et Quesques et Lottinghen à l’est. Il correspond à la cuvette herbagère du bas-Boulonnais.

Carte des ZNIEFF de type 1 et 2 sur la commune
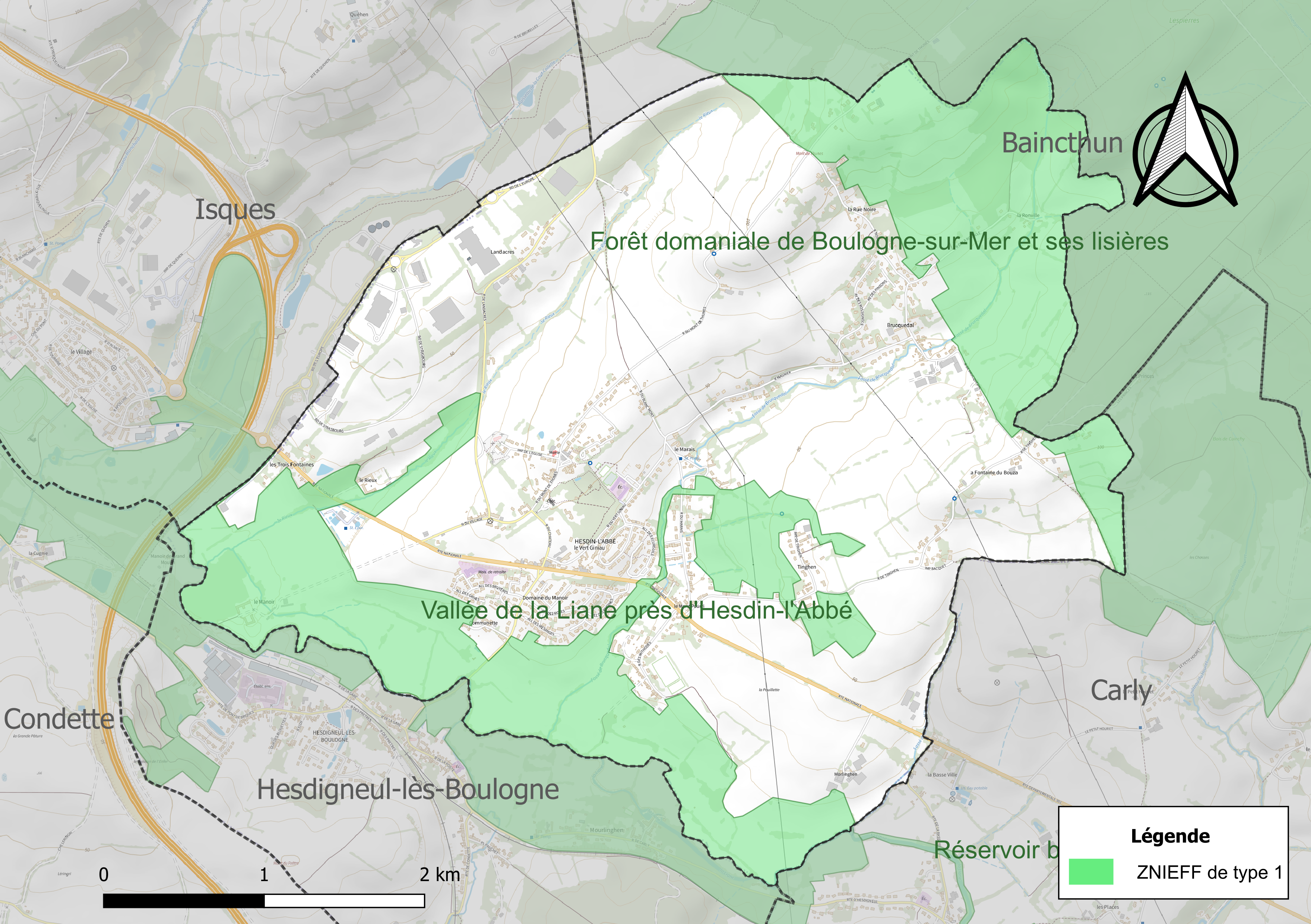
Carte des ZNIEFF de type 1 sur la commune.
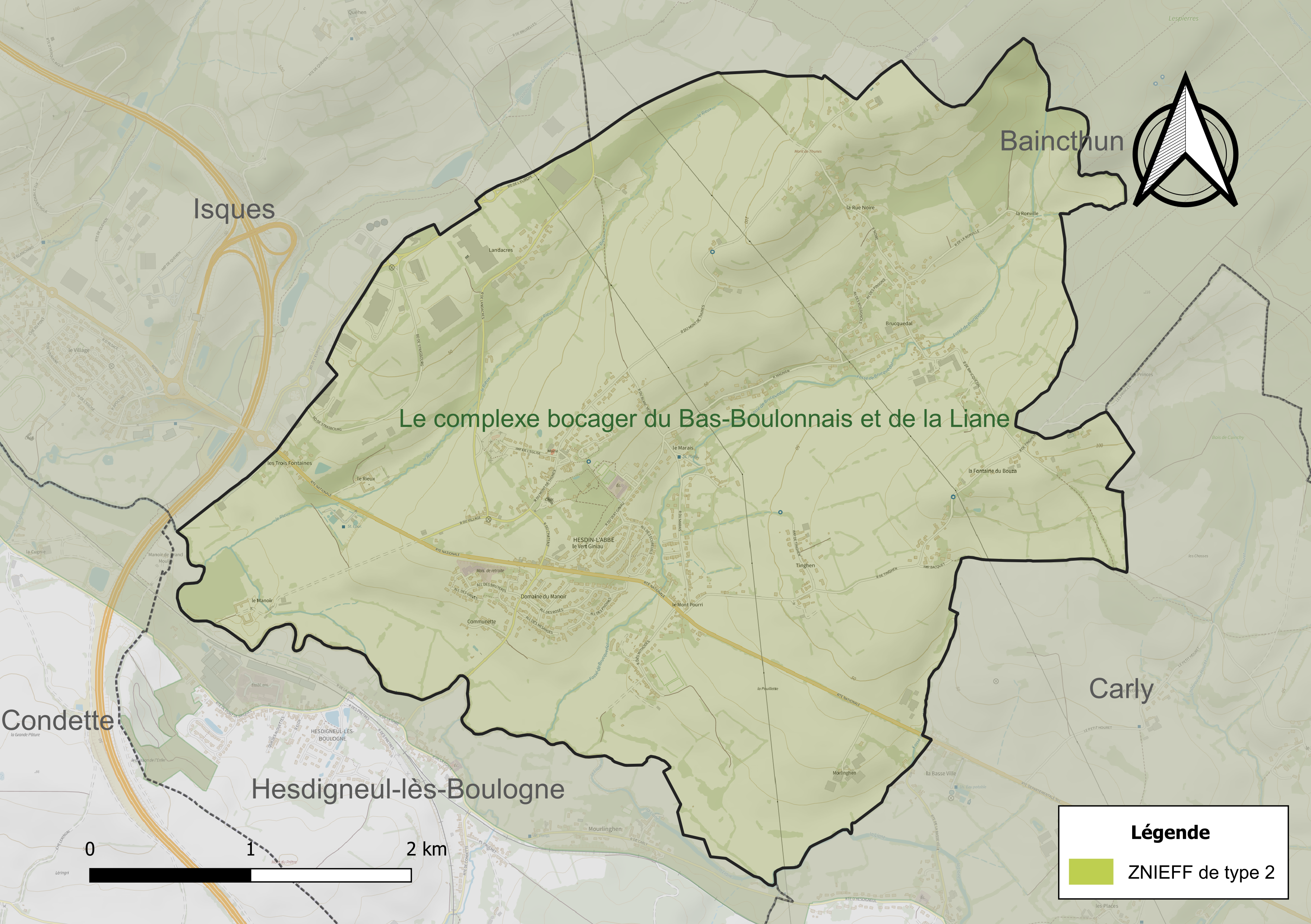
Carte de la ZNIEFF de type 2 sur la commune.

#### Espèces faunistiques et floristiques
L’Inventaire national du patrimoine naturel (INPN) recense plusieurs espèces faunistiques et floristiques sur le territoire de la commune dont certaines sont protégées et d’autres menacées et quasi-menacées.

## Urbanisme

### Typologie
Au 1er janvier 2024, Hesdin-l'Abbé est catégorisée ceinture urbaine, selon la nouvelle grille communale de densité à sept niveaux définie par l'Insee en 2022.
Elle est située hors unité urbaine. Par ailleurs la commune fait partie de l'aire d'attraction de Boulogne-sur-Mer, dont elle est une commune de la couronne,. Cette aire, qui regroupe 80 communes, est catégorisée dans les aires de 50 000 à moins de 200 000 habitants,.

### Occupation des sols
L'occupation des sols de la commune, telle qu'elle ressort de la base de données européenne d’occupation biophysique des sols Corine Land Cover (CLC), est marquée par l'importance des territoires agricoles (79,5 % en 2018), en diminution par rapport à 1990 (85,2 %). La répartition détaillée en 2018 est la suivante : 
zones agricoles hétérogènes (40,6 %), terres arables (25,6 %), zones urbanisées (13,5 %), prairies (13,3 %), zones industrielles ou commerciales et réseaux de communication (5,5 %), forêts (1,6 %). L'évolution de l’occupation des sols de la commune et de ses infrastructures peut être observée sur les différentes représentations cartographiques du territoire : la carte de Cassini (XVIIIe siècle), la carte d'état-major (1820-1866) et les cartes ou photos aériennes de l'IGN pour la période actuelle (1950 à aujourd'hui).

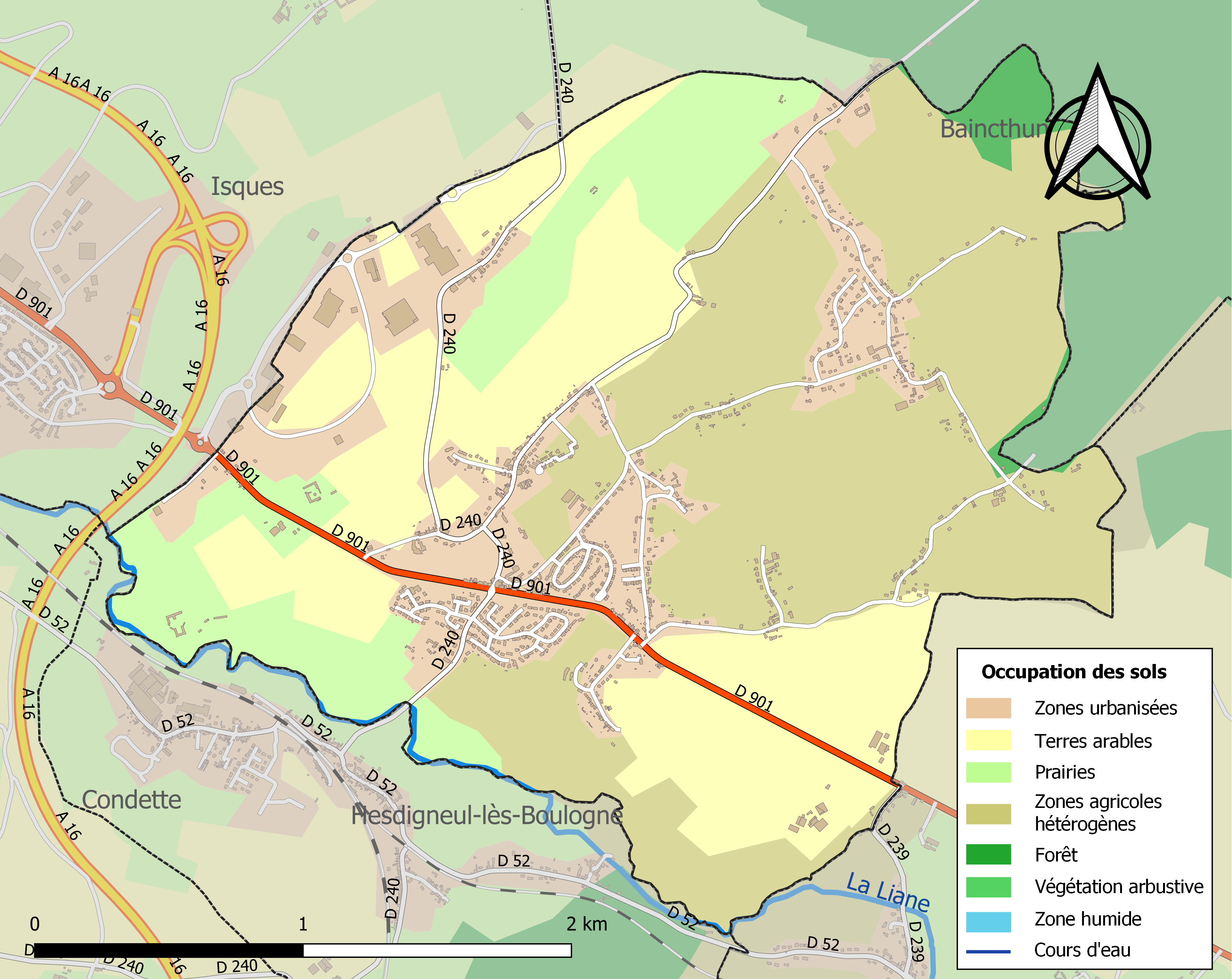
Carte des infrastructures et de l'occupation des sols de la commune en 2018 (CLC).

### Urbanisme et environnement
La commune est dotée d'un POS (plan d'occupation des sols) datant de 1997. En 2011, un PLU (plan local d'urbanisme) intercommunal est en cours d'élaboration sur l'ensemble de la CAB. Un SCOT (schéma de cohérence territoriale) est également en préparation sur la CAB et la communauté de communes de Desvres-Samer voisine. Le plan climat est, lui, à l'échelle du pays (avec la communauté de communes de Desvres-Samer en plus).

### Voies de communication et transports
L'ouest du territoire communal est traversé par l'autoroute A16 qui dessert la commune par le biais de la sortie  28. Elle permet de rejoindre Calais (en 35 minutes) et Dunkerque (en 55 minutes) au nord ainsi que Amiens (en 1 h 05) et Paris (en 2 h 15) vers le sud.
Le centre-bourg est traversé par la route départementale D 240 reliant Baincthun à Condette en passant par Hesdigneul-lès-Boulogne, et le paysage communal est marqué par la traversée rectiligne de la D 901 (ancienne N1) reliant Boulogne-sur-Mer à Samer et Montreuil.
La gare ferroviaire la plus proche est la gare d'Hesdigneul, desservie par des TER Hauts-de-France (ligne Boulogne-Étaples). Les grandes gares proches sont celles de Boulogne-Ville (à 15 minutes en voiture) et de Calais-Fréthun (à 25 minutes).
La commune est desservie par les lignes G, 94 ainsi que par un service de transport à la demande du réseau Marinéo.

### Risques naturels et technologiques
La commune est reconnue en état de catastrophe naturelle à la suite des inondations et coulées de boue aux abords de la Liane du 1er au 3 novembre 2012.
Le 18 juin 2019, un arrêté reconnaissant l'état de catastrophe naturelle sécheresse a été pris, pour onze communes du Pas-de-Calais, dont Hesdin-l'Abbé, afin que puisse avoir lieu l'indemnisation par les assurances des cas de maisons ou bâtiments fissurés à la suite du retrait-gonflement des argiles.

## Toponymie
Le nom de la localité est attesté sous les formes Hedinium (1112), Hedinum (1145), Hydinium (1161), Hesdinum (1173), Hesding (1199), Hesdin (1211), Hesding l'Abbé (1338), Hisdinium Abbatis (v. 1512), Hesdin-Labé (1559), Hesdinium Abbatis (1580), Hesdin-au-Bois (1793),.
La commune a porté le nom d'Hesdin-au-Bois pendant la Révolution française.
Le nom de la commune, de type germanique latinisé Husdinium de Husidinja signifie « abri sur une hauteur » qui a aussi donné tous les Hodeng, Hodenc, Hodent, Houdeng, Houdain, Houdan du nord et nord-ouest de la France. À ceci a été ajouté -l'Abbé montrant l'appartenance de la commune sous l'Ancien Régime à l'abbaye de Samer.
Le lieu-dit de Brucquedal, « vallée marécageuse», est un nom probablement saxon brōc-dal (cf. anglais Brookdale et homonymie avec Bruquedalle, anc. Brokedale, en Haute-Normandie).

## Politique et administration

### Découpage territorial
La commune se trouve dans l'arrondissement de Boulogne-sur-Mer du département du Pas-de-Calais.

#### Commune et intercommunalités
La commune est membre de la communauté d'agglomération du Boulonnais.

#### Circonscriptions administratives
La commune est rattachée au canton d'Outreau.

#### Circonscriptions électorales
Pour l'élection des députés, la commune fait partie de la cinquième circonscription du Pas-de-Calais.

### Élections municipales et communautaires

#### Liste des maires
| Période                                  | Période                    | Identité       | Étiquette | Qualité                                                            |
| ---------------------------------------- | -------------------------- | -------------- | --------- | ------------------------------------------------------------------ |
| Les données manquantes sont à compléter. |                            |                |           |                                                                    |
| mars 1983                                | mars 2001                  | Henri Specq    |           | Agriculteur                                                        |
| mars 2001                                | mai 2020                   | Jacques Pochet | DVD       | Ancien contrôleur du trésor public Réélu pour le mandat 2014-2020, |
| mai 2020                                 | En cours (au 23 mars 2022) | Thierry Bentz  |           | Professeur de lycée,                                               |

## Population et société

### Démographie
Les habitants sont appelés les Hesdinois.

#### Évolution démographique
L'évolution du nombre d'habitants est connue à travers les recensements de la population effectués dans la commune depuis 1793. Pour les communes de moins de 10 000 habitants, une enquête de recensement portant sur toute la population est réalisée tous les cinq ans, les populations de référence des années intermédiaires étant quant à elles estimées par interpolation ou extrapolation. Pour la commune, le premier recensement exhaustif entrant dans le cadre du nouveau dispositif a été réalisé en 2006.

En 2022, la commune comptait 1 870 habitants, en évolution de −0,11 % par rapport à 2016 (Pas-de-Calais : −0,72 %, France hors Mayotte : +2,11 %).
| 1793 | 1800 | 1806 | 1821 | 1831 | 1836 | 1841 | 1846 | 1851 |
| ---- | ---- | ---- | ---- | ---- | ---- | ---- | ---- | ---- |
| 472  | 281  | 494  | 508  | 565  | 567  | 513  | 471  | 484  |

| 1856 | 1861 | 1866 | 1872 | 1876 | 1881 | 1886 | 1891 | 1896 |
| ---- | ---- | ---- | ---- | ---- | ---- | ---- | ---- | ---- |
| 464  | 518  | 533  | 553  | 554  | 598  | 578  | 582  | 568  |

| 1901 | 1906 | 1911 | 1921 | 1926 | 1931 | 1936 | 1946 | 1954 |
| ---- | ---- | ---- | ---- | ---- | ---- | ---- | ---- | ---- |
| 569  | 582  | 652  | 640  | 634  | 634  | 618  | 699  | 702  |

| 1962 | 1968 | 1975 | 1982  | 1990  | 1999  | 2006  | 2011  | 2016  |
| ---- | ---- | ---- | ----- | ----- | ----- | ----- | ----- | ----- |
| 724  | 789  | 831  | 1 396 | 1 880 | 1 998 | 1 915 | 1 892 | 1 872 |

| 2021  | 2022  | - | - | - | - | - | - | - |
| ----- | ----- | - | - | - | - | - | - | - |
| 1 881 | 1 870 | - | - | - | - | - | - | - |

#### Pyramide des âges
En 2018, le taux de personnes d'un âge inférieur à 30 ans s'élève à 30,2 %, soit en dessous de la moyenne départementale (36,7 %). À l'inverse, le taux de personnes d'âge supérieur à 60 ans est de 30,1 % la même année, alors qu'il est de 24,9 % au niveau départemental.
En 2018, la commune comptait 944 hommes pour 967 femmes, soit un taux de 50,60 % de femmes, légèrement inférieur au taux départemental (51,50 %).
Les pyramides des âges de la commune et du département s'établissent comme suit.
| Hommes | Classe d’âge | Femmes |
| ------ | ------------ | ------ |
| 0,7    | 90 ou +      | 2,1    |
| 5,8    | 75-89 ans    | 7,7    |
| 20,7   | 60-74 ans    | 23,3   |
| 21,3   | 45-59 ans    | 20,7   |
| 19,3   | 30-44 ans    | 18,0   |
| 12,8   | 15-29 ans    | 11,7   |
| 19,4   | 0-14 ans     | 16,6   |

| Hommes | Classe d’âge | Femmes |
| ------ | ------------ | ------ |
| 0,5    | 90 ou +      | 1,6    |
| 5,6    | 75-89 ans    | 8,9    |
| 16,7   | 60-74 ans    | 18,1   |
| 20,2   | 45-59 ans    | 19,2   |
| 18,9   | 30-44 ans    | 18,1   |
| 18,2   | 15-29 ans    | 16,2   |
| 19,9   | 0-14 ans     | 17,9   |

### Enseignement
- École maternelle publique Blanche-Neige.
- École primaire publique d'Hesdin-l'Abbé.

## Économie
Le parc d'activités de Landacres est situé au bord de l'autoroute A16, sur les communes d'Isques, Baincthun et Hesdin-l'Abbé. Créé en 1997, il s'étend sur 165 hectares, dont 103 réservés prioritairement aux activités économiques industrielles (agroalimentaire, BTP, cosmétiques, etc.) et 58,5 équipés en 2011. C'est l'une des rares zones d'activités en Europe à être certifiée ISO 14001 pour sa gestion environnementale.
Hesdin-l'Abbé accueille ainsi Alkos Cosmétiques, dernier fabricant français de crayons de maquillage (130 employés à Hesdin-l'Abbé, et d'autres à Chartres et Angers) qui compte dans sa clientèle des grands noms de la distribution (Sephora, Yves Rocher).
Quelques commerces et services sont implantés dans le centre-bourg, (poste, boulangerie) ou au bord de la route (entretien automobile, auberge-restaurant…).

## Culture locale et patrimoine

### Lieux et monuments

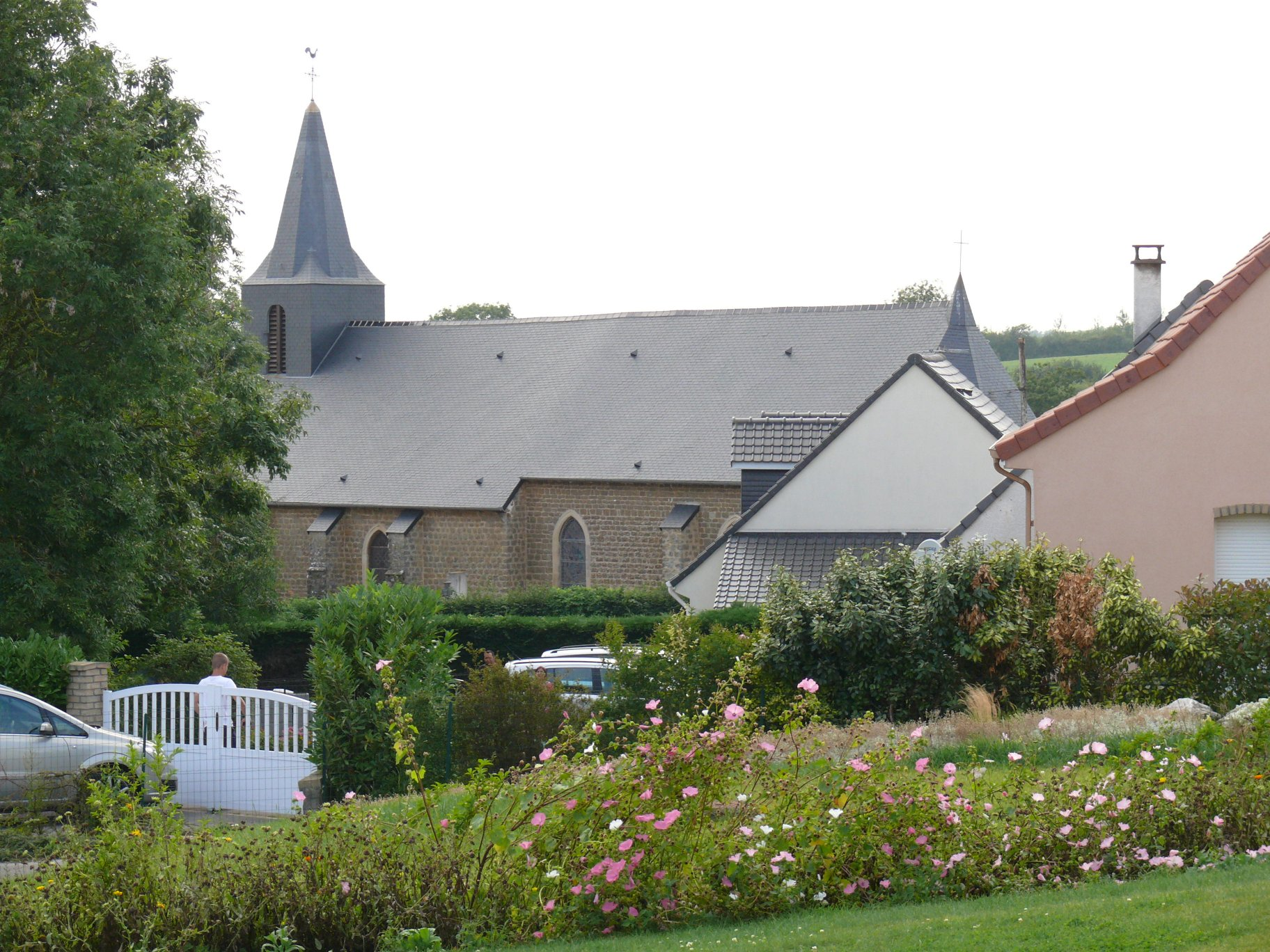
L'église Saint-Léger.

- Le château d'Hesdin-l'Abbé, devenu aujourd'hui l'hôtel Cléry (4 étoiles).
- L'église Saint-Léger.
- Le monument aux morts[51].

### Héraldique
| Blason de Hesdin-l'Abbé | Blason  | D'azur à l'écusson d'or chargé de deux crosses de sable, adossées et passées en sautoir, surmontées d'un rencontre de cerf de même et accompagnée de trois tourteaux de gueules posés deux aux flancs et un en pointe. |
| Blason de Hesdin-l'Abbé | Détails | Armes de l'abbaye de Samer, dont dépendait la seigneurie d'Hesdin-l'Abbé, sur un champ d'azur représentant les eaux de la Liane. Adopté par la municipalité.                                                           |

## Pour approfondir